# Aufbereitung II
Aufbereitung II ist ein Ortsteil der Gemeinde Hellenthal im Kreis Euskirchen, Nordrhein-Westfalen.
Der Ortsteil liegt an der Landstraße L17 unterhalb des Rehberges in einem Waldgebiet. Entlang der L17 fließt der Bleibach.
Es ist anzunehmen, dass der Name des Ortes von der Aufbereitung abgeleitet worden ist. Ganz in der Nähe liegen einige kleinere Erzbergwerke, u. a. die Grube Wohlfahrt.